# Dicranota candelisequa
Dicranota candelisequa är en tvåvingeart som beskrevs av Jaroslav Stary 1981. Dicranota candelisequa ingår i släktet Dicranota och familjen hårögonharkrankar. Inga underarter finns listade i Catalogue of Life.